# Nhất Nam
Võ Nhất Nam là một phái võ ở Việt Nam. Võ Nhất Nam mới chính thức ra mắt tại Hà Nội vào ngày 23 tháng 10 năm 1983 do võ sư Ngô Xuân Bính đưa ra giới thiệu.

## Lịch sử
Võ Nhất Nam là môn võ có nguồn gốc ở Việt Nam. Trước đây chỉ tồn tại dưới các dạng gia phái hoặc trong cộng đồng làng xã. Có người cho rằng cái gốc ban đầu của Nhất Nam là võ Hét, hoặc võ Héc, của vùng châu Hoan, châu Ái xa xưa mà sau này là xứ Thanh, xứ Nghệ (hay Thanh Hóa, Nghệ An, Hà Tĩnh ngày nay). Trong số Tạo sĩ, Tạo toát thời Lê Trung Hưng, rất nhiều người quê ở các huyện Quảng Xương, Đông Sơn, Hoằng Hóa, nhất là các huyện Kỳ Hoa, Tống Sơn và Thạch Hà của vùng Thanh-Nghệ, trong số đó nổi bật lên các họ Vũ Tá, Nguyễn Đình, Ngô Phúc, Phạm Phúc, Văn Đình...

## Tác giả giới thiệu
Võ sư Ngô Xuân Bính xuất thân trong gia đình có truyền thống về võ, ông học võ ngay từ cha và các võ sư nổi tiếng trong vùng Thanh Hóa, Nghệ Tĩnh đã lĩnh hội được truyền thống võ thuật dân tộc lâu đời, muốn thống nhất, đồng nhất các kỹ thuật võ Việt ông đã tiếp thu được để cùng vun vén về cội nguồn, hy vọng quy tụ các kỹ thuật của bầu đoàn võ của vùng sông Lam, sông Mã thành một phái võ riêng cho Việt Nam. Ông là một học trò giỏi của làng võ Việt Nam, nên khi ông là chưởng môn phái đã đặt tên cho môn võ mới là phái võ Nhất Nam. Với ý nghĩa đây là một đứa con của làng võ Việt nam, một phần tinh hoa văn hóa của dân tộc Việt Nam.
Theo những gì ông cho biết (tham khảo sách Nhất Nam căn bản tập 1 và 2), đây là một môn phái có quy mô và tổ chức cao, với một hệ thống các môn công khá đồ sộ, toàn diện được đúc kết, sáng tạo dựa trên những nguyên lý đơn giản mà hợp lý, dựa trên những đặc điểm tâm sinh lý và cơ chế vận động của cơ bắp con người để tạo dựng lên những phương pháp luyện tập, những hệ thống bài tập dư chứa những thủ thuật tinh tế và khoa học, những đòn thế đơn giản mà khéo léo, có khả năng lợi dụng được sức mạnh của đối phương...
Ngày 19 tháng 5 năm 2009 Bộ Văn hóa - Thể thao và Du lịch đã chính thức ra văn bản công nhận danh sách Ban Vận động Thành lập Liên Đoàn Võ thuật Nhất Nam Việt Nam gồm 21 vị.

## Đặc điểm
Võ Nhất Nam xuất phát trước hết từ đặc điểm của người Việt là tầm vóc nhỏ bé, mà trong thời gian dài lịch sử lại phải thường xuyên đối đầu với người phương Bắc thể lực to khỏe và quyết chí cao do đó khó có thể đương lực ngang bằng theo lối đối đòn và trả miếng bằng sức mạnh cơ bắp. Muốn thắng phải tìm ra thế mạnh riêng. Xuất phát từ thể chất không cứng mạnh, võ sinh ta không thể tập theo lối cương cường, mà tập trung vào luyện công và môn công để khắc chế võ Tàu, cụ thể là tập nhiều về tránh né sao cho thật thuần thục để những đòn đánh của đối phương đều không đến được đích, rồi chọn cơ hội tấn công vào đúng điểm hở, điểm yếu của đối phương mà dứt điểm. Nói như các võ sư võ Héc là: "học đạt cái tinh để chế cái nhiều, cái tĩnh để chế cái động, cái đột để phá cái ì, cái cong để chống cái cứng, cái thẳng để chống cái vòng..." (trích sách Nhất Nam căn bản tập 1, nhà xuất bản TDTT Hà nội năm 1988) tất cả đều phải đạt độ quyền biến, tới mức thần quyền.
Phương châm của võ Nhất Nam là né tránh, đánh nhanh, điểm đặt đòn chính xác, đúng chỗ hiểm, có hiệu quả cao. Do đó về võ thuật phải luyện thân pháp cực kỳ mau lẹ để luồn tránh được đòn của đối phương, còn về tấn pháp tập trung vào các thế tấn thật cơ động, biến ảo cao. Để đánh điểm huyệt đối phương và chữa chạy cho mình hữu hiệu nhất, võ Nhất Nam nghiên cứu kỹ hệ thống các huyệt trên cơ thể người và những bài thuốc lấy từ cây cỏ và những con thú sẵn có ở địa phương.
Các võ sinh Nhất Nam được tập tinh thông thập bát ban võ nghệ, tức là ngoài quyền cước, võ sinh còn biết sử dụng thành thạo 17 loại vũ khí nữa. Quyền của Nhất Nam có 32 bài cơ bản, lại thêm 42 bài bổ trợ. Xuất phát của quyền theo quan niệm: "Biến tạo của trời đất có tất cả, từ cao đến thấp, chim muông, hoa lá, vạn vật, côn trùng... theo chúng kiến tạo, thêm cái hay để bảo tồn một giống hay nhiều giống. Trên đến chí cương, dưới đến chí âm, khắc nhu khắc cương, đấy là đạo của quyền". Điều đó có nghĩa là: Nhất Nam với mọi vật phỏng theo muôn vật, nghiền ngẫm để rút ra cái hay, cái đẹp, cái cứng, cái dẻo, cái biến hóa của muôn vật mà chế thành quyền. Bài quyền một chuỗi động tác, có thế công, thế thủ nhưng không chỉ là thế, là dũng mà phải là cái biến, cái khoáng đạt, tùy lúc. Nhất Nam bên cạnh những bài quyền chiến đấu, còn có những bài quyền dưỡng sinh chữa bệnh và những bài quyền nhập định nhằm tu dưỡng nhân cánh con người. Trong quyền, Nhất Nam tập đá nhiều, nhưng những đòn yểm trợ bằng tay vẫn được chủ yếu sử dụng và đạt hiệu quả cao, trong đó nổi bật lên 2 thế: tay xà và tay trảo. Tay xà là một thế mô phỏng động tác quăng, quật, luồn, cuộn của các loài trăn vốn rất phổ biến ở vùng Thanh-Nghệ, nó có độ nẩy, độ xiết, độ mở và độ uốn lượn rất linh hoạt. Tay trảo là thế đánh của tay chĩa ngang ngón cái như cựa gà chọi, còn các ngón kia khép lại chĩa thẳng thành mũi xỉa vào các huyệt của đối phương, thể hiện lối võ lấy yếu thắng mạnh, lấy nhẹ đánh nặng. Đặc biệt các bài Ma quyền, Ảo quyền, Hoa quyền đã kết tinh những kỳ bí của võ Nhất Nam.
Về võ binh khí, Nhất Nam coi binh khí là phương tiện "nối" cho tay thêm dài, thêm sắc, thêm cứng, thêm dẻo và linh hoạt, nên đã từ thế thức trong các bài quyền mà sáng tạo ra những bài võ binh khí như Ma kiếm, Hoa kiếm, Vũ Chân kiếm... Nhất Nam ưa sử dụng loại gậy tre đặc hoặc gỗ cứng, nặng các cỡ khác nhau, các bài Lôi côn, Thiết côn, Vân Vũ côn gồm nhiều thế đánh khác nhau, kết hợp nhuần nhuyễn giữ công và thủ. Hiện nay, về vũ khí có 9 bài côn, 9 bài kiếm, 7 bài rìu, 3 bài chạc ba, 5 bài thương, 1 bài song nguyệt, 2 bài đoản thiên mộc, 3 bài câu liêm cán ngắn (đánh kèm với lá mộc), 1 bài đánh bằng dây lưng, đặc biệt có cả bài đánh bằng dải lụa được gọi là Nhung thuật.
Binh khí của Nhất Nam cũng rất đặc sắc. Côn có tới 4 cỡ với độ dài bằng cánh tay, cao ngang mày, cao 1 đầu 1 gang tay và cao một đầu một với tay. Mộc bằng gỗ ken mây, bọc nhiều lớp da sống. Hai bên thân mộc còn lắp thêm hai cái để khi đánh có thể xòe ra thành một lớn hoặc có thể gấp lại để che hai phía của thân mộc. Cây chạc ba như cây chạc ba đâm cá, có thể vừa đâm vừa ngoặc. Câu câu liêm là biến tướng của cây rựa đi rừng. Kiếm có sống và lưỡi, cong từ đoạn 2/3 ra mũi. Song nguyệt như cái liềm lưỡi sắt, hai đầu nhọn hoắt, một cặp nguyệt như bốn con dao vừa đâm vừa chém. Bài nhung thuật đánh bằng dải lụa dài 1-3 mét, đầu buộc vật nặng, cứng dùng để điểm, trói đối phương và quấn, giật vũ khí đối phương, có thể dấu kín nên dễ đánh bất ngờ.
Võ Nhất Nam xưa có 12 đẳng ứng với 12 vạch, nhưng nay thất truyền chỉ còn 9 đẳng ở môn công thuộc đủ các bài quyền thuật, binh khí, ám khí, xoa bóp, châm cứu, dưỡng sinh. Trang phục của võ sinh Nhất Nam theo lối võ cổ truyền: đầu chít khăn, mình trần, đóng khố. Các tài liệu tham khảo được phổ biến rộng rãi của võ Nhất nam hiện nay là hai cuốn Nhất nam căn bản do đích thân võ sư Ngô Xuân Bính biên soạn và trình bày.

## Bí quyết luyện

### Nguyên tắc
- Học lấy tinh, không cần nhiều
- Hiểu cần nhiều, nhưng luyện ít
- Học lõi không học vỏ, học vỏ để chứa lõi
- Giác đầu thành tay, thành chân
- Cần chí hơn lý ở đầu

### Phương pháp
- Dạy chí trước môn công
- Dạy ý trước tay chân
- Dạy chế công, lấy công làm gốc
- Dạy chế thủ, lấy thủ làm gốc
- Biết chế chống công, biết công được chế

lì nhanh mạnh bền

### Yếu pháp
Là những yếu quyết căn bản giúp người luyện tập nắm vững và có cơ sở lý luận trong việc học tập các đòn thế, chiêu thức, cách di chuyển, tấn công phản công, phòng thủ... Giống như người đi xa phải chuẩn bị tư trang, người luyện võ muốn đạt được công phu, đều phải hiểu và nắm được những yếu quyết căn môn cơ bản.
Yếu pháp của môn phái võ Nhất Nam, dựa trên những nguyên lý đơn giản và hợp lý. Dựa trên những đặc điểm tâm sinh lý, cơ chế vận động của cơ bắp cơ chế vận hành của khí huyết để đưa ra các phương thức rèn luyện. Những hệ thống bài tập dư chứa những thủ thuật tinh tế và khoa học, những đòn thế đơn giản mà khéo léo; có khả năng lợi dụng được sức mạnh của đối phương, cũng như khả năng huy động một cách hợp lý sức mạnh của bản thân và các bộ phận của cơ thể dùng khi công hoặc thủ. Nhằm giúp người tập nhanh chóng thu được những kết quả mong muốn như: bản lĩnh vững vàng, trí cảm sáng suốt, khả năng phản xạ nhạy bén, cử động của tay chân linh hoạt, chính xác.
Các yếu pháp căn bản của phái Nhất Nam được chia ra làm 5 phần: Thân pháp, Thủ pháp, Công pháp, Hoá pháp, Giải pháp.

### Bộ tay
Sự khéo léo, tính biến ứng và khả năng thực hiện những động tác phức tạp ở các góc độ khác nhau, là ưu điểm tiêu biểu của đôi tay con người. Dựa vào những nhận xét thông minh và đúng đắn đó, các võ sư nghiên cứu môn công và các phương pháp luyện tập đôi tay đêu cố gắng tận dụng khả năng lớn lao của nó.
Môn phái Nhất Nam tách bộ tay ra 5 kiểu: Tay quyền, Tay trảo, Tay đao, Tay xà, Tay chỏ.

### Bộ chân
Khả năng vươn dài, vươn cao, trượt thấp, nhảy xa, bật cao, di chuyển, thực hiện dễ dàng các động tác nhanh mạnh là ưu thế chủ yếu của đôi chân con người. Người tập võ, luyện thành những đòn thế căn bản của bộ chân sẽ có được công phu trụ tấn vững vàng, di chuyển linh hoạt, đòn đánh kín, lực đánh mạnh và những khả năng gạt, đỡ, ngoắc, khóa, du ép đối phương một các hợp lý, có hiệu quả.
Môn phái Nhất Nam chia bộ chân ra làm 5 kiểu sau: Thiết cước, Lôi cước, Đao cước (cước đao), Kim chỉ cước, Chuỳ lôi cước.

### Quyền
Quyền là thuật vận động, hài hoà giữa sức mạnh, sức bật, sức bền, độ dẻo, tính nhịp điệu trong một tổng thể khăng khít, hoà hợp giữa con người với thiên nhiên mà tính năng của nó có thể thu âm, thu dương, khắc cương, khắc nhu, là nếp nghĩ, là tinh thần, là phần hành động lộ hiện cho tư tưởng hành hiệp của người học võ. Kỹ thuật của Quyền rất đa dạng: khi ứng đấu các võ sĩ phải xử lý đồng bộ nhiều động tác của tay, chân, của đầu, của thân, của mông... khi chậm, khi nhanh, khi mạnh, khi nhẹ... khi đánh xa, khi đánh gần, khi đánh cao, khi đánh thấp, khi đánh đòn đơn, khi đánh đa đòn... khi đánh trực diện, khi đánh từ hai phía... khi chập chờn dồn dứ, khi ồ ạt liên hoàn... Mặt khác trong quá trình luyện quyền, người học võ phải thường xuyên di chuyển bằng các thức; bước chuyển, nhảy, lăn, lộn, chạy... để phù hợp với tình huống tấn công hoặc phòng thủ.